# Anke Vondung

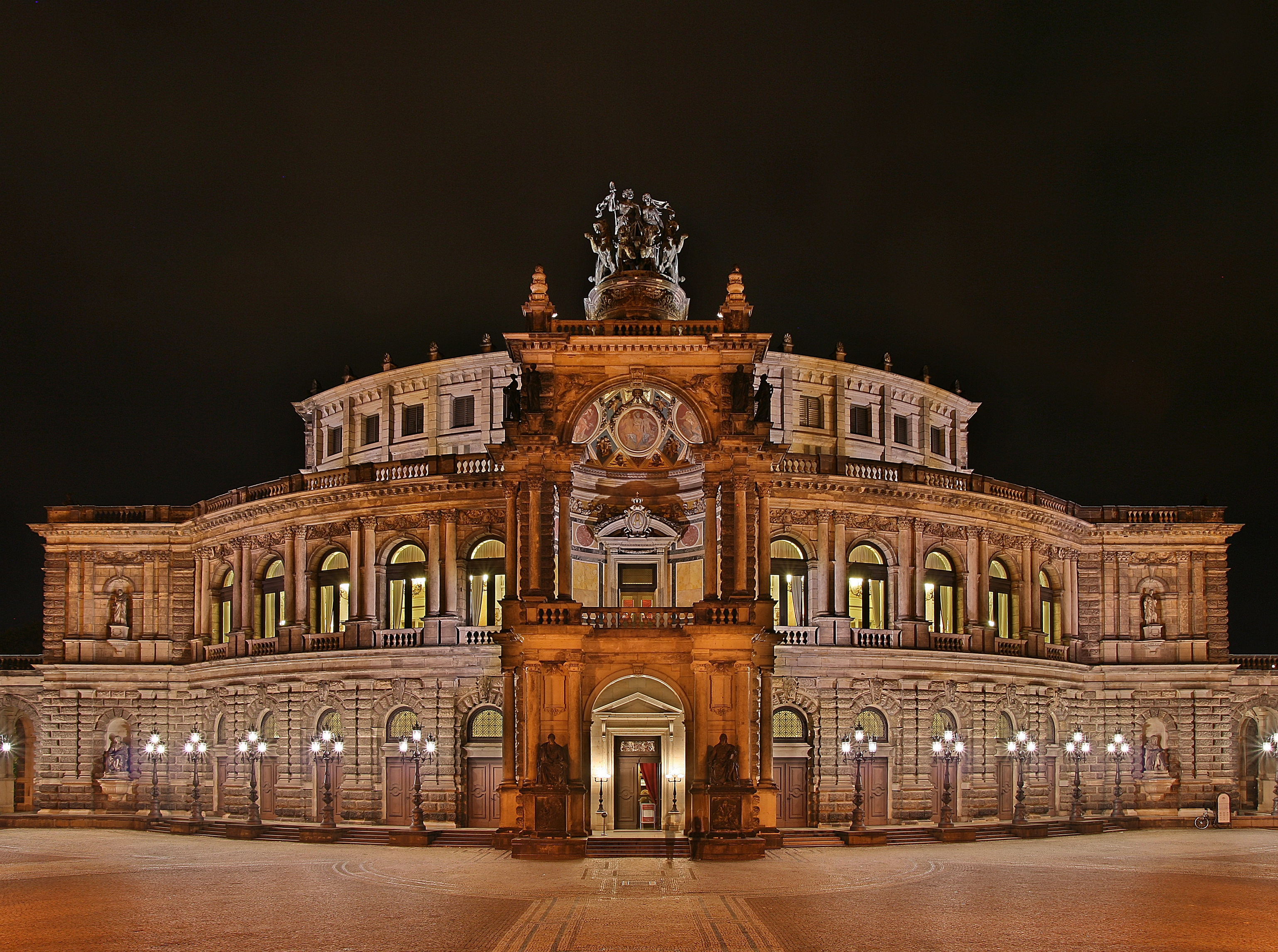
L'opéra d'État de Dresde, la nuit.

Anke Vondung, née en 1972 à Spire, en Rhénanie-Palatinat, est une mezzo-soprano allemande, chanteuse d'opéra et de lied.
Elle demeure à Dresde et a fait partie de l'opéra d'État de Dresde de 2003 à 2006, avec lequel d'ailleurs elle reste toujours en étroit contact.

## Formation
Elle étudie le piano, avant d'étudier à Mannheim avec le professeur Rudolf Piernay, à partir de 1994. Elle a d'autre part suivi notamment les cours de Renato Capecchi, Julia Hamari, Brigitte Fassbaender, ou encore Dietrich Fischer-Dieskau.

## Carrière
Après avoir été engagée en 1999 par le Tiroler Landestheater à Innsbruck, elle fait ses débuts au Théâtre du Châtelet dans le rôle de Hänsel, dans Hänsel und Gretel, de Humperdinck, puis à l'opéra d'État de Munich dans le rôle de Siebel, du Faust de Gounod. Elle a également chanté aux États-Unis, notamment au Metropolitan Opera en 2007, dans le rôle de Chérubin. Outre l'opéra, elle interprète également des lieder, ainsi que des œuvres religieuses de Jean-Sébastien Bach.
Elle participe en 2002 au festival de Salzbourg.
Parmi les rôles qu'elle interprète régulièrement, on compte notamment Carmen (dans l'opéra de Bizet du même nom), Dorabella (Cosi fan tutte de Mozart), Chérubin (dans Les Noces de Figaro), ou encore Annio (dans La Clémence de Titus).

## Discographie
Sa discographie comprend une quinzaine de titres, en particulier chez BBC / Opus Arte, chez Harmonia Mundi et chez Farao, parmi lesquels on compte : 
- Cantates de Bach BWV 34a, BWV 69a, BWV 232 ; BWV 244, BWV 245 (extraits), sous la direction d'Helmuth Rilling.
- Passion selon saint Matthieu de Bach (chez Farao).
- Der Rosenkavalier de Richard Strauss (rôle d'Octavian), Euroarts, 2008
- Missa solemnis de Beethoven (chez Farao).
- Così fan tutte (rôle de Dorabella, avec Miah Persson dans celui de Fiordiligi), enregistré lors du festival de Glyndebourne 2006 (Bluray, chez Opus Arte).